# Винниківська тютюнова фабрика
«Винниківська тютюно́ва фа́брика» (ВТФ) — підприємство тютюнової промисловості України, розташоване за адресою вул. Шевченка, 1, м. Винники, Львівської області.  На 2019 рік частка компанії в тютюновому ринку України перевищує 10% та продовжує зростати.
За сумою сплачених податків ВТФ посіла 27 місце з 200 найбільших підприємств України. У 2017 році фабрика заплатила в держбюджет 1,6 млрд. грн.

## Історія
На початку століття в Винниках з'явилися перші цехи з переробки тютюнового листа (виготовляли різаний тютюн і нюхальні суміші). Тютюнові вироби користувалися великим попитом, їх збут приносив величезні прибутки власникам цехів. Тому не випадково австрійський уряд спеціальним декретом ліквідував цехи і створив державну тютюнову фабрику.
Фабрика була заснована в 1778 році.
З початку свого заснування фабрика знаходилася в будинку конвікту під Високим Замком (м.Львів), проте, вже після першого року роботи ці приміщення стали затісними, і власники підприємства розпочали пошук нових. 
У 1779 році Львівська тютюнова фабрика була переведена в приміщення Винниківського замку (в той час вже монастиря). Відтоді історія та життя Винників була нерозривно пов'язана з виробництвом тютюнових виробів. На фабриці з початку століття постійно працювало не менше 500–1000 осіб (приблизно п'ята частина жителів Винників).
В 1980-х роках фабрика була одним з найкращих підприємств України з виробництва тютюнових виробів. Щорічно там випускалося до 14 млрд штук сигарет (70 відсотків — сигарети без фільтру і 30 — з фільтром) таких колись популярних марок, як «Львів», «Орбіта», «Верховина», «Прима», «Космос», «Фільтр». До 1982 року на підприємстві був підрозділ, де вироблялися подарункові набори цигарок «Тарас Бульба», «Гайдамаки», «Три богатирі», які користувалися особливо великою популярністю в іноземців.
У 1993 році було створене СП «„РДжР“ Тобакко Львів», ліквідоване 1998 року, устаткування було вивезено до Кременчука.
1999 року на базі тютюнової фабрики було створено ТзОВ «Львівська тютюнова фабрика». Впродовж 2001 року товариство було реорганізоване спочатку у закрите, а потім у відкрите акціонерне товариство.
Протягом певного часу підприємство переживало спад виробництва. Офіційно знову почало працювати 1 лютого 2007 року. Винники від діяльності фабрики не отримують податків, оскільки підприємство зареєстровано в іншому місті.
- 2003 р. — 2006 р. — Квурт Володимир Леонідович генеральний директор Львівської тютюнової фабрики.[3]
- з лютого 2010 р. і донині — директор ТзОВ «Львівська тютюнова фабрика» - Козловський Григорій Петрович[4]

## Контрабанда
Згідно з дослідженням Kantar Україна, у 2021 «Винниківська тютюнова фабрика» виробляла 61% нелегальної тютюнової продукції на ринку України, а у 2022 (без врахування окупованих територій) — 56%. Вироби фабрики збувають і закордоном, угорські митники вилучали партії цигарок у жовтні 2021 та жовтні 2022.